# جورج س. لودج
جورج س. لودج (بالإنجليزية: George C. Lodge)‏ هو مدرس أمريكي، ولد في 7 يوليو 1927.